# Bergheim (Mechernich)
Bergheim ist ein Stadtteil von Mechernich, Kreis Euskirchen, Nordrhein-Westfalen.
Das Dorf liegt etwa zwei Kilometer südlich der Stadt Mechernich im Naturpark Hohes Venn-Eifel. 
Der Name des Ortes wird von „Dorf auf dem Berge“ abgeleitet. Er war früher landwirtschaftlich geprägt. Die 1985 eingesegnete Kapelle ist der Hl. Barbara geweiht, Schutzpatronin der Bergleute. In Bergheim gab es früher ein Bleibergwerk.
Durch den Ort verläuft die Kreisstraße 28.
Am 1. Juli 1969 wurde die Gemeinde Vussem-Bergheim nach Mechernich eingemeindet.
Die VRS-Buslinie 826 der Firma Karl Schäfer Omnibusreisen verbindet den Ort mit Kalenberg und Mechernich. Die Fahrten verkehren überwiegend als TaxiBusPlus im Bedarfsverkehr. Zusätzlich verkehren einzelne Fahrten der auf den Schülerverkehr ausgerichteten Linie 827.
| Linie | Betreiber        | Verlauf |
| ----- | ---------------- | --- |
| 826   | Kreis EU/Schäfer | MiKE (außer im Schülerverkehr): Kalenberg / (Kall Bf – Keldenich – Dottel) – Kallmuth – Lorbach – Bergheim – (Vollem ← Vussem ← Breitenbenden ←) Mechernich Stiftsweg – Mechernich Bf |
| 827   | Schäfer          | Zingsheim – Weyer – Dreimühlen – Eiserfey – Vollem – Urfey – Kallmuth – Lorbach – Bergheim – (Holzheim → Harzheim →) Vussem – Breitenbenden – Mechernich Stiftsweg – Mechernich Bf    |